# Верховний суд США

Печатка Верховного Суду США

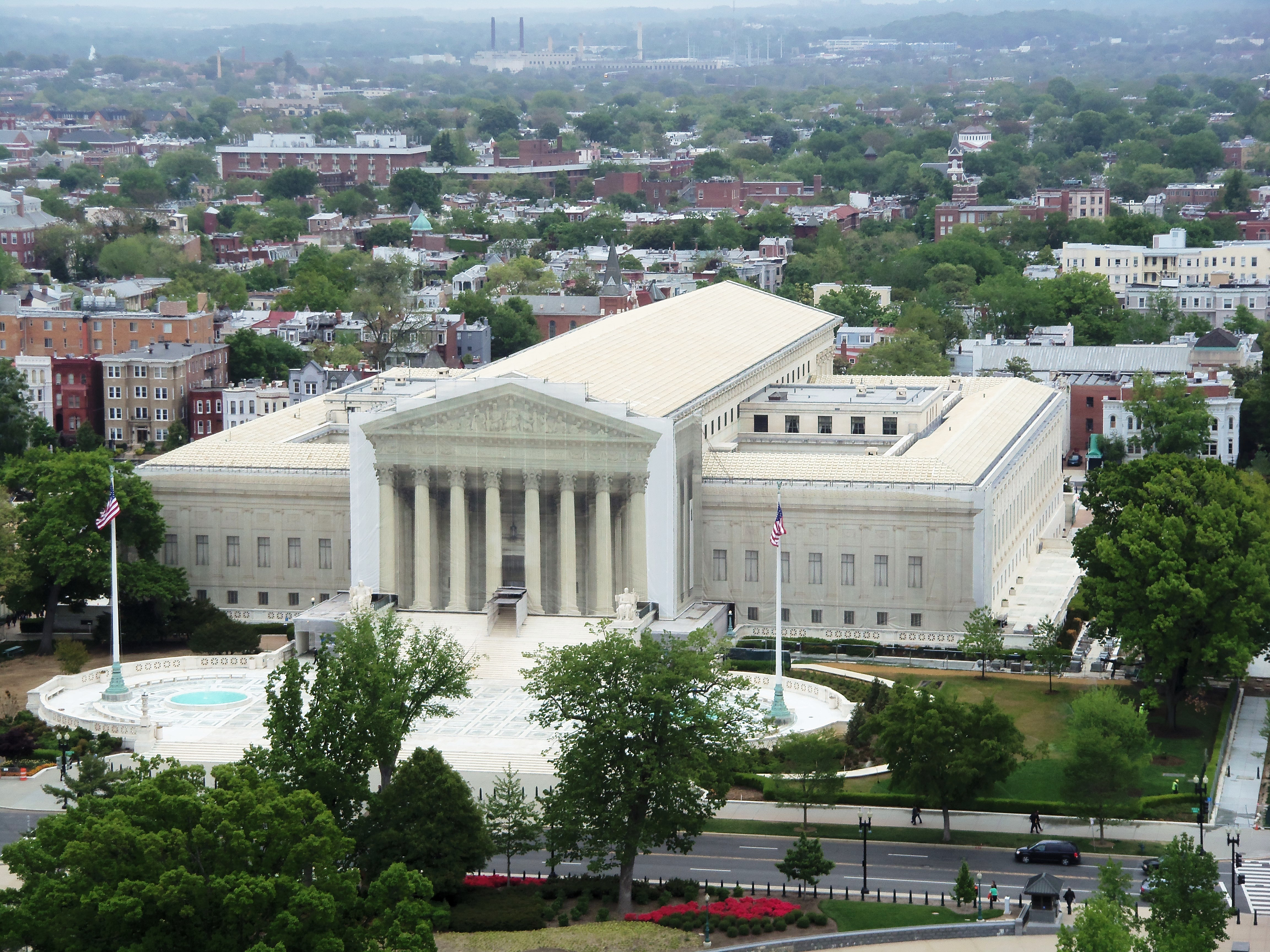
Будинок Верховного Суду США, панорамний вигляд

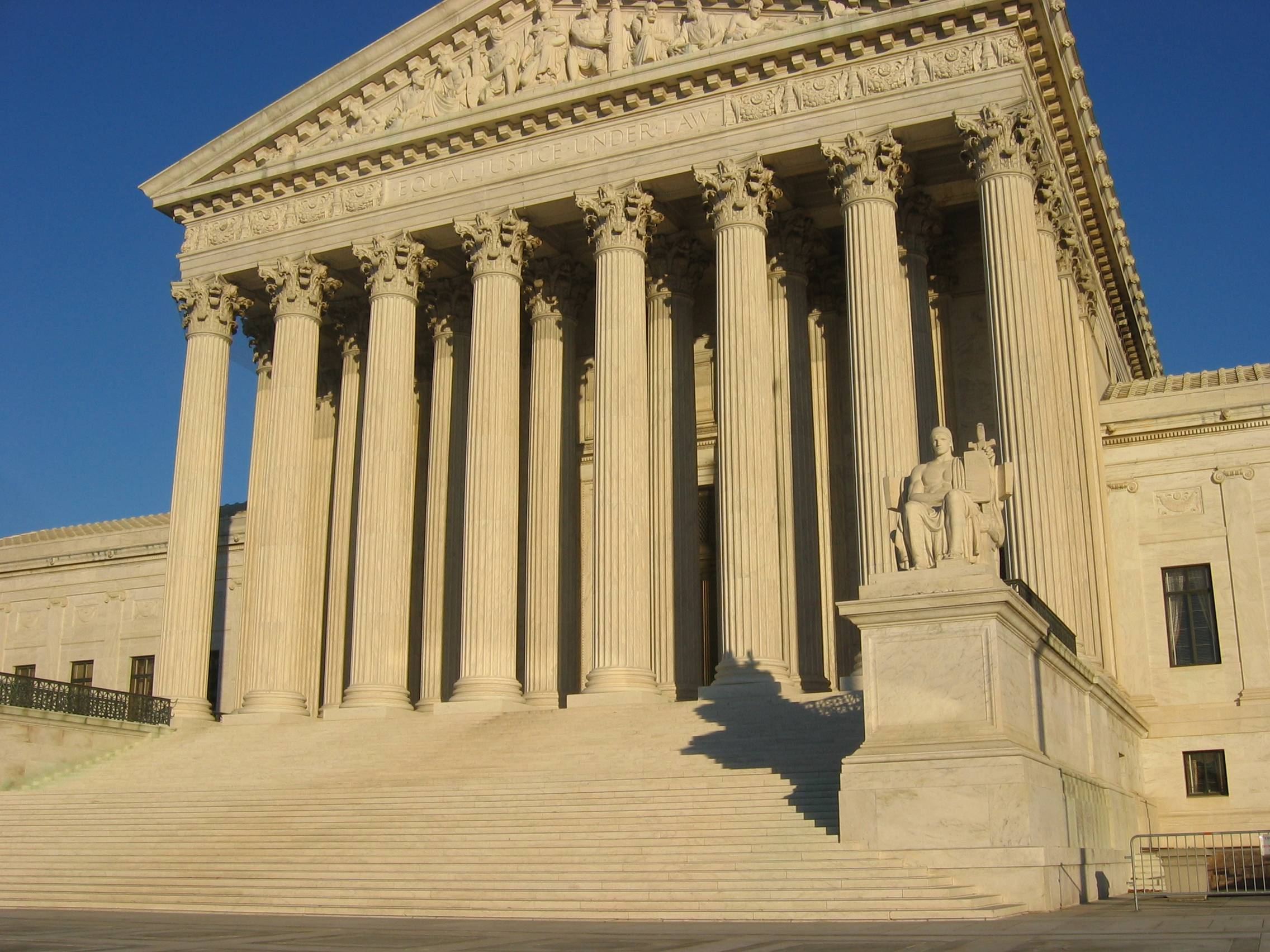
Будинок Верховного Суду США

Верхо́вний суд США — найвищий суд у федеральній судовій системі Сполучених Штатів Америки. Він має остаточну (і значною мірою дискреційну) апеляційну юрисдикцію над усіма федеральними і штатними судовими справами, які стосуються пункту федерального закону, і оригінальну юрисдикцію щодо вузького кола справ, зокрема «всіх справ, що стосуються послів, інших державних міністрів та консулів, і тих в якій держава є стороною». Суд має право на судову перевірку, можливість визнати недійсним статут за порушення положення Конституції. Він також може скасувати президентські директиви за порушення Конституції чи закону. Однак він може діяти лише в контексті справи у галузі права, над якою він є юрисдикцією. Суд може вирішувати справи, що мають політичний підтекст, але він вирішив, що він не має повноважень розв'язувати неправомірні політичні питання.
Судді призначаються президентом зі схвалення Сенату. За період з 1789 по 2020 рік, президенти США запропонували 156 кандидатур на посаду судді Верховного суду, близько 80 % з яких стали суддями. Судді призначаються пожиттєво. Традиційно Верховний суд складається із дев'яти суддів (кількість не є закріплена у Конституції та може змінюватися Конгресом, однак залишається незмінною із 19 століття). 
Судді практично не схильні до політичного тиску з боку президента, конгресу або виборників. В історії США були випадки, коли виконавча або законодавча влада намагалися поставити Верховний суд під свій вплив. Наприклад, президент Франклін Делано Рузвельт мав намір розширити склад суду, щоб провести туди своїх ставлеників з метою проведення економічних реформ. Хоча американське суспільство і Конгрес підтримували президента і засуджували Верховний суд, який блокував реформи, проте незалежність суду була визнана важливішою цінністю, ніж економічна необхідність. Крім того, Верховний суд США все-таки поступово поступився президентові і Конгресу в питаннях свободи договору. В результаті склад суду не був розширений.
Верховний суд був заснований в 1789, свою першу ухвалу він виніс в 1792. Вплив Верховного суду різко посилився після 1803, коли Верховний суд узяв на себе право оцінювати конституційність законодавчих актів (тобто фактично право припиняти дію законів, оголошуючи їх недійсними з самого початку їх ухвалення). Разом з тим за час свого існування Конгрес США, діставши необхідне схвалення легіслатур 3/4 штатів, тричі робив недійсними рішення Верховного суду (шляхом ухвалення поправок до Конституції). У такий спосіб, зокрема, був введений прибутковий податок, заборонений Верховним судом, і встановлено право афроамериканців, що народилися на території США, на автоматичне отримання громадянства США (всупереч колишньому рішенню Верховного суду, що ухвалило, що «афроамериканці не є громадянами»).

## Чинний склад суду
Наразі Верховний суд складається із дев'яти суддів. Найдовше на посаді перебуває Кларенс Томас, який був призначений у 1991 році; найновішою суддею є Кетанджі Браун Джексон, призначена 2022 року. Наразі у Верховному суді п'ятеро чоловіків та чотири жінки; за етнічним складом — шість суддів є білими американцями, двоє — афроамериканцями (Томас та Браун Джексон), а одна — латиноамериканкою (Соня Сотомайор).
- Джон Робертс — Голова Верховного суду (призначений президентом Джорджем Вокером Бушем у 2005 році)
- Кларенс Томас (призначений президентом Джорджем Гербертом Вокером Бушем у 1991 році)
- Семюел Аліто (призначений президентом Джорджем Вокером Бушем у 2006 році)
- Соня Сотомайор (призначена президентом Бараком Обамою у 2009 році)
- Елена Кейґан (призначена президентом Бараком Обамою у 2010 році)
- Ніл Горсач (призначений президентом Дональдом Трампом у 2017 році)
- Бретт Кавано (призначений президентом Дональдом Трампом у 2018 році)
- Емі Коні Барретт (призначена президентом Дональдом Трампом у 2020 році)
- Кетанджі Браун Джексон (призначена президентом Джо Байденом у 2022 році)